# Daryl Price
Daryl Price (né le 16 juillet 1969) est un cycliste américain, spécialiste du VTT et du cyclo-cross.

## Biographie
Il figure parmi les pionniers du cross-country VTT. Son palmarès comprend une victoire sur une manche de Coupe du monde de VTT en 1991.

## Palmarès en VTT

### Coupe du monde
- Coupe du monde de cross-country
  - 1991 : vainqueur de la manche de Mont-Sainte-Anne
  - 1992 : trois podiums
  - 1993 : un podium

## Palmarès en cyclo-cross
- 1993
  - 3e du championnat des États-Unis de cyclo-cross
- 1995
  - 3e du championnat des États-Unis de cyclo-cross